# シモン・ゴパン
シモン・ゴパン（Motshweneng Simon Gopane、1970年12月26日 - ）は、南アフリカの元サッカー選手。元南アフリカ代表。ポジションはゴールキーパー。

## 来歴
1998年2月に親善試合で南アフリカ代表デビュー。1998 FIFAワールドカップのメンバーにも選ばれたが、出場機会は無かった。

## 代表歴

### 出場大会
- 南アフリカ代表
  - 1998 FIFAワールドカップ

### 試合数
- 国際Aマッチ 1試合 0得点（1998年）[1]

| 南アフリカ代表 | 国際Aマッチ | 国際Aマッチ |
| 年             | 出場        | 得点        |
| -------------- | ----------- | ----------- |
| 1998           | 1           | 0           |
| 通算           | 1           | 0           |